# Макс Либерман
Макс Либерман (на немски: Max Liebermann) е германски художник, роден в еврейско семейство в Берлин, Германия през 1847 г.
През 1884 г. се жени за Марта Либерман в Берлин.

## Творчество
Макс Либерман рисува предимно живопис, като използва маслени бои. Негови творби има в Лувъра, Ермитаж и още други галерии и музеи по света.

## Галерия
- Исус в храма (детайл), 1879
- Избелване на ленени тъкани, 1892
- Къпещи се момчета, 1898
- Ездитно магаре на морския бряг, 1900
- Двама ездачи на брега, 1901
- Ателието на художника, 1902
- Тераса на ресторант в Нинщетен, 1902
- Самсон и Далила, 1902
- Портрет на президента Паул фон Хинденбург, 1927